# Cycle solaire 4
Le cycle solaire 4 est le quatrième cycle solaire depuis 1755, date du début du suivi intensif de l'activité et des taches solaires. Il a commencé en 1784 et s'est achevé en 1798.